# Josef de Jaudenes y Nebot

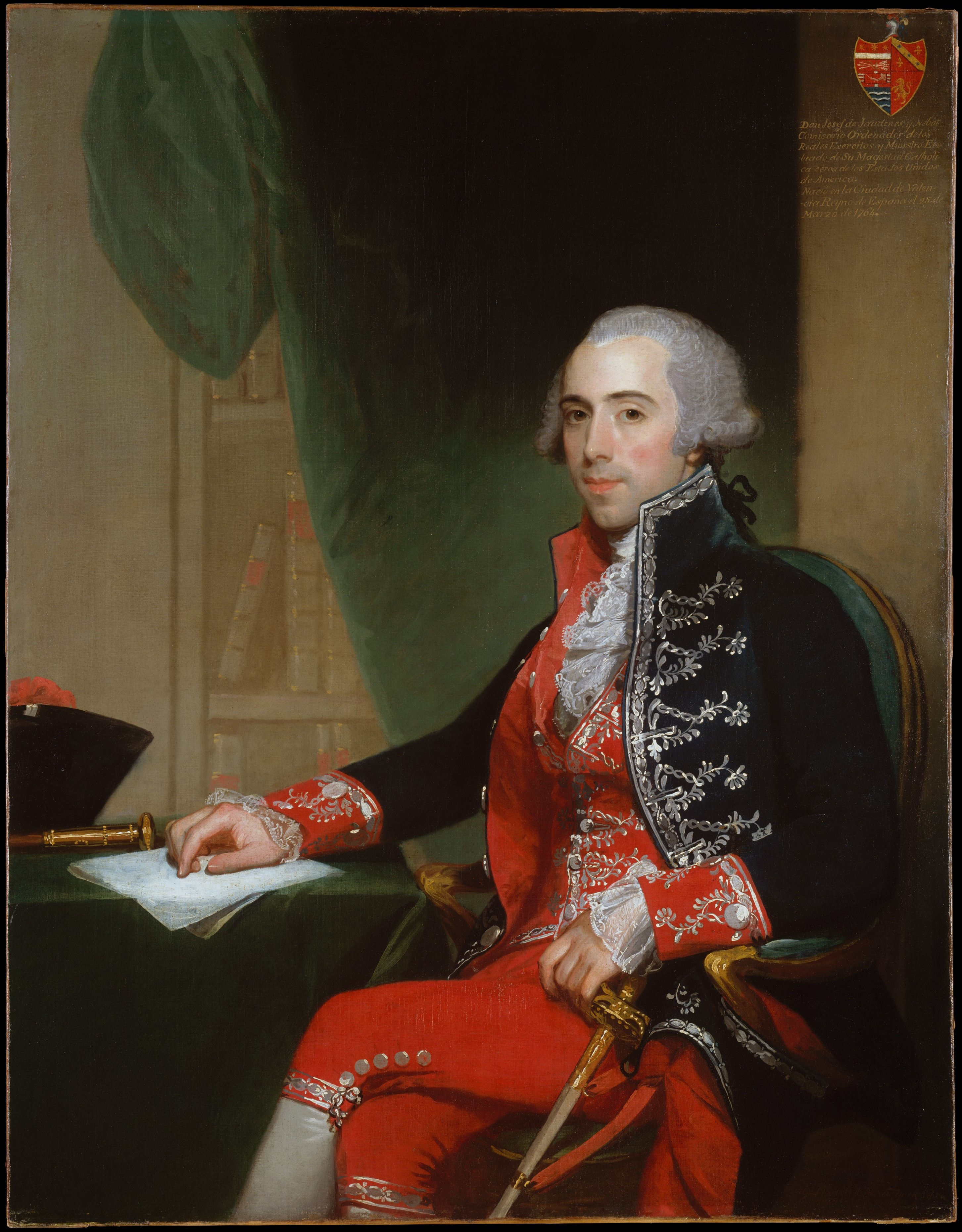
Josef de Jaudenes y Nebot

Josef de Jaudenes y Nebot (* 26. März 1764 in Valencia; † um 1813 in Madrid) war ein spanischer Botschafter in den Vereinigten Staaten.

## Leben
Seine Eltern waren Emilia Nebot und Antonio de Jaudenes y Amat.
Mit der Akkreditierung am 21. Mai 1785 von Diego de Gardoqui als bevollmächtigten Botschafter erkannte Karl III. von Spanien die Regierung unter George Washington in der damaligen Hauptstadt Philadelphia an. Zur Entourage von Diego de Gardoqui gehörten die Handelsattachés José Ignacio de Viar und Josef de Jaudenes y Nebot. Sie erteilten Handelsgenehmigungen mit Kuba. Josef de Jaudenes y Nebot wurde später unter dem Vorwurf, er hätte für Gratishandelsgenehmigungen Geld angenommen, nach Spanien zurückbeordert. Josef de Jaudenes y Nebot wohnte in Philadelphia in einem Haus, das John Leamy, einem irischen Geschäftsmann, der zeitweise intensiv mit Kuba Handel trieb. Er heiratete 1794 Louisa Carolina Matilda Stoughton, die Tochter des spanischen Konsuls in Boston John Stoughton, einem langjährigen Geschäftspartner von John Leamy. Gilbert Stuart, porträtierte ihn anlässlich seiner Hochzeit 1794.
Josef de Jaudenes y Nebot wurde am 12. Februar 1791 zusammen mit José Ignacio de Viar zum Geschäftsträger von Karl IV. von Spanien bei der Regierung von George Washington akkreditiert. Die gemeinsame Vertretungsberechtigung galt bis zum 1. Dezember 1791.
Am 5. März 1794 wurde sein Titel zum Minister Resident aufgewertet. 1796 gab er bei Giuseppe Perovani ein Porträt von George Washington in Auftrag und
übersandte es an Manuel de Godoy, welcher es in der Real Academia de Bellas Artes de San Fernando in Madrid aufhängen ließ.
| Vorgänger         | Amt                                            | Nachfolger                       |
| ----------------- | ---------------------------------------------- | -------------------------------- |
| Diego de Gardoqui | Spanischer Botschafter in Washington 1791–1796 | Carlos Martínez de Irujo y Tacón |